# Jens Einar Meulengracht
Jens Einar Meulengracht (né le 7 avril 1887 à Assens (Danemark) et mort le 26 décembre 1976 à Hellerup) est un médecin danois.

## Biographie
Fils de Rasmus Meulengracht, ingénieur civil, et de Maria Mortensen, il étudie la médecine à l'Université de Copenhague et écrit sa thèse en 1912.
Il travaille d'abord à l'Institut pathologique de l'hôpital Bispebjerg (en) de l'Université de Copenhague, devient médecin chef à la clinique universitaire dans le service de Knud Helge Faber (d) (1862-1956) et dans le département médical de l'hôpital Bispebjerg dans le service de Victor Scheel (d) (1869-1923).
En 1918, il devient professeur de médecine interne. À partir de  1924, il est directeur de la clinique médicale à l'hôpital Bispebjerg et professeur de médecine interne à l'Université de Copenhague.
Il a particulièrement étudié les maladies du foie et les troubles du métabolisme de la bilirubine et décrit la maladie de Gilbert.
Il a également étudié la pseudo-polyarthrite rhizomélique (connue également comme « maladie de Holst-Meulengracht »).
En 1934, il met au point des régimes spéciaux appelés « régimes Meulengracht » pour le traitement des saignements gastro-intestinaux, tels que l'hématémèse et les melæna.

## Travaux
- (da) Jens Einar Meulengracht, Om Gastritis polyposa, 1913, 14 p. (lire en ligne).
- (da) Jens Einar Meulengracht, Erfaringer og Bemærkninger om Adrenalinbehandling ved Asthma bronchiale, 1913, 18 p. (lire en ligne).
- (da) Jens Einar Meulengracht, Nogle Iagttagelser angaaende Hæmoglobinbestemmelser, 1916, 8 p. (lire en ligne).
- (da) Jens Einar Meulengracht, Studier over den kroniske hereditaere haemolytiske ikterus [konstitutionel hyperspleni], Copenhague, 1918, 313 p. (lire en ligne).
- (da) Jens Einar Meulengracht, Et Bilirubin-Kalorimeter til klinisk Bestemmelse af Bilirubinmngden i Blodet, 1921, 8 p. (lire en ligne).
- (da) Jens Einar Meulengracht et Hans Christian Gram, Hæmatologisk Teknik. Kortfattet Vejledning i Undersøgelsen af Blodet for Læger og Studerende, 1922.